# Michel Biron (professeur)
Pour les articles homonymes, voir Michel Biron et Biron.
Michel Biron (né le 5 mars 1963) est un professeur de littérature et essayiste québécois.

## Biographie
Michel Biron a étudié à l’Université de Montréal (baccalauréat spécialisé en études françaises ; maîtrise en études françaises) et à l’Université de Liège (doctorat en philosophie et lettres, dont le sujet est la littérature belge francophone). Après avoir enseigné à l’Université d'Ottawa et à l’Université du Québec à Montréal, il enseigne maintenant à l'Université McGill.
Il s'intéresse principalement à la littérature québécoise (notamment à de Saint-Denys Garneau, à Jacques Ferron et à Réjean Ducharme), à la littérature française (1850-1900), mais aussi à la littérature belge de langue française. Son approche s'inscrit principalement dans le sillage de la sociocritique et de l'histoire littéraire.

## Travaux autour de De Saint-Denys Garneau
En 2000, l'historien publie un essai intitulé L’absence du maître. Saint-Denys, Garneau, Ferron. Il s'intéresse aux relations entre la société et la littérature québécoise, telles qu'elles s'incarnent à travers ces trois auteurs. « Or, il s’avère que cette relation est, par l’écriture justement, une relation compromise, brisée. Loin de lui faire embrasser et rejoindre ses frères humains, l’écriture isole l’écrivain québécois dans la tour de son soliloque », de souligner Jean-Philippe Warren dans son analyse de l'ouvrage. 
En 2015, Michel Biron publie une biographie du poète de Saint-Denys Garneau. On y découvre un entourage familial favorable aux penchants artistiques du poète; sa cousine Anne Hébert, par exemple, et le père de celle-ci, un critique littéraire. Mais aux dires du critique littéraire Laurent Laplante dans sa lecture de l'ouvrage  « Ce n’est pas l’incubateur familial qui tira de sa coquille le futur poète, mais les amitiés ». Parmi les proches du poète que l'on croise dans la biographie, on retrouve : Robert Élie, Jean Le Moyne, Claude Hurtubise, André Laurendeau, Robert Charbonneau et François Rinfret. Sur le seul ouvrage publié du poète, Michel Biron mentionne que « Garneau n’écrit pas Regards et jeux dans l’espace pour rompre avec telle tradition esthétique trop contraignante, mais en marge d’une tradition incertaine ».
En 2020, Michel Biron publie les lettres du poète dans la collection Bibliothèque du Nouveau Monde des Presses de l'Université de Montréal. L'ouvrage cumule toutes les lettres retrouvées de Saint-Denys Garneau. « En tout, il y a 406 lettres, dont plus du tiers sont entièrement (79) ou partiellement (99) inédites, à quoi s'ajoutent trois lettres inédites de Robert Élie (à Garneau) et une d'Anne Hébert (à Claude Hurtubise) ».

## Publications

### Livres

#### Études
- La modernité belge. Littérature et société, Montréal et Bruxelles, Presses de l'Université de Montréal et Labor, coll. « Archives du futur », 1994, 425 p.  (ISBN 2-7606-1640-1)  (ISBN 2-8040-0967-X)
- Le roman célibataire d’À rebours à Paludes, Paris, José Corti, 1996, 241 p. Avec Jean-Pierre Bertrand, Jacques Dubois et Jeanine Paque.  (ISBN 2-7143-0569-5)
- Un livre dont vous êtes l'intellectuel, Montréal, Fides, 1998, 185 p. Avec Pierre Popovic.  (ISBN 2-7621-2037-3)
- L'absence du maître. Saint-Denys Garneau, Ferron, Ducharme, Montréal, Presses de l'Université de Montréal, coll. « Socius », 2000, 320 p.  (ISBN 2-7606-1788-2)
- Histoire de la littérature québécoise, Montréal, Boréal, 2007, 689 p. Ill. Avec François Dumont et Élisabeth Nardout-Lafarge, et la collaboration de Martine-Emmanuelle Lapointe.  (ISBN 978-2-7646-0522-6) Réédition : Montréal, Boréal, coll. « Boréal compact », no 210, 2010, 684 p. Ill.  (ISBN 978-2-7646-2027-4)
- La conscience du désert. Essais sur la littérature au Québec et ailleurs, Montréal, Éditions du Boréal, coll. « Papiers collés », 2010, 212 p.  (ISBN 978-2-7646-2041-0)
- Le roman québécois, Montréal, Éditions du Boréal, coll. « Boréal express » 2012, 126 p.  (ISBN 978-2-7646-2165-3)
- De Saint-Denys Garneau. Biographie, Montréal, Éditions du Boréal, 2015, 450 p. Ill.  (ISBN 978-2-7646-2400-5)
- De Saint-Denys Garneau : lettres. Édition préparée, présentée et annotée par Michel Biron, Montréal, Les Presses de l'Université de Montréal, 2020, 918 p.  (ISBN 978-2-7606-4226-3)
- Sortir du bocal. Dialogue sur le roman québécois, Montréal, Éditions du Boréal, coll. « Liberté grande », 2021, 227 p.  (ISBN 978-2-7646-2669-6) Avec David Bélanger
- La lettre comme fiction de soi. De Saint-Denys Garneau épistolier, Montréal, Les Presses de l'Université de Montréal, coll. « Espace littéraire », 2022, 182 p. Ill.  (ISBN 978-2-7606-4608-7)

#### Ouvrages collectifs
- Écrire la pauvreté. Actes du VIe Colloque international de sociocritique. Université de Montréal. Septembre 1993, Toronto, Éditions du Gref, coll. « Dont actes », no 17, 1996, vii/389 p. Avec Pierre Popovic.  (ISBN 0-921916-74-4)
- Lettres des années trente. Actes du colloque tenu à l’Université d’Ottawa le 30 novembre 1995, Ottawa, Le Nordir, 1996, 139 p. Avec Benoît Melançon.  (ISBN 2-921365-54-5)
- Histoire de la littérature belge francophone. 1830-2000, Paris, Fayard, 2003, 670 p. Avec Jean-Pierre Bertrand, Benoît Denis, Rainier Grutman, avec la collaboration de David Vrydaghs.  (ISBN 2 213 61709 0)

#### Numéros de revues
- « Sociocritique de la poésie », Études françaises, vol. 27, no 1, printemps 1991. Avec Pierre Popovic.
- Actes du colloque « Poésie québécoise et histoire littéraire », Voix et images, no 71, hiver 1999, p. 241-347. Avec Benoît Melançon.  (ISSN 0318-9201)

### Articles et chapitres de livres (sélection)
- « Sociocritique et poésie : perspectives théoriques », Études françaises, vol. 27, no 1, printemps 1991, p. 11-24 (lire en ligne).  (ISSN 0014-2085)  (ISBN 2-7606-2421-8)
- « Le refus de l’œuvre chez Paul Nougé », Textyles. Revue des lettres belges de langue française, no 8, novembre 1991, p. 53-70.
- « La romance du libéralisme : poésie et roman au tournant du siècle », dans Pierre Nepveu et Gilles Marcotte (sous la dir. de), Montréal imaginaire. Ville et littérature, Montréal, Fides, 1992, p. 149-209.  (ISBN 2-7621-1615-5)
- « Nelligan : la fête urbaine », Études françaises, vol. 27, no 3, hiver 1992, p. 51-63 (lire en ligne).  (ISSN 0014-2085)
- « Une bataille d’âmes, en ville. Notes sur un roman-feuilleton de Pamphile Le May », dans Madeleine Frédéric (sous la dir. de), Actes du séminaire de Bruxelles (septembre-décembre 1991). Montréal, mégapole littéraire, Bruxelles, Université libre de Bruxelles, Centre d’études canadiennes, 1992, p. 37-56.
- « Lecture sociocritique des romans de la décadence », Discours social/Social Discourse, vol. 5, nos 2-3, 1993, p. 107-117.  (ISSN 0842-1420)
- « Les fissures du poème », dans Benoît Melançon et Pierre Popovic (sous la dir. de), Saint-Denys Garneau et La Relève. Actes du colloque tenu à Montréal le 12 novembre 1993, Montréal, Fides — CÉTUQ, coll. « Nouvelles études québécoises », 1995, p. 11-24.  (ISBN 2-7621-1746-1)
- « DesRochers : boucherie, terroir et idéologie », dans Benoît Melançon et Pierre Popovic (sous la dir. de), Miscellanées en l’honneur de Gilles Marcotte, Montréal, Fides, 1995, p. 129-142.  (ISBN 2-7621-1849-2)
- « La sociocritique : un projet inachevé », Discours social/Social Discourse, vol. 7, nos 3-4, été-automne 1995, p. 91-100.  (ISSN 0842-1420)
- « Le temps des nouvellistes », Voix et images, no 59, hiver 1995, p. 470-476.  (ISSN 0318-9201)
- « Le réalisme infléchi », Voix et images, no 60, printemps 1995, p. 712-718.  (ISSN 0318-9201)
- « Configurations épistolaires et champ littéraire : les cas d’Alfred DesRochers et de Saint-Denys Garneau », dans Michel Biron et Benoît Melançon (sous la dir. de), Lettres des années trente. Actes du colloque tenu à l’Université d’Ottawa le 30 novembre 1995, Ottawa, Le Nordir, 1996, p. 109-124.  (ISBN 2-921365-54-5)
- « La pauvreté Anthropos », Michel Biron et Pierre Popovic (sous la dir. de), Écrire la pauvreté. Actes du VIe Colloque international de sociocritique. Université de Montréal. Septembre 1993, Toronto, Éditions du Gref, coll. « Dont actes », no 17, 1996, p. 367-375.  (ISBN 0-921916-74-4)
- « Sociologie de la littérature et/ou sociocritique : une tension profonde », Discours social/Social Discourse, vol. 8, nos 3-4, été-automne 1996, p. 16-18.  (ISSN 0842-1420)
- « La fête des sens », Voix et images, no 62, hiver 1996, p. 384-387.  (ISSN 0318-9201)
- « Cartes postales », Voix et images, no 63, printemps 1996, p. 594-597.  (ISSN 0318-9201)
- « La ferveur poétique de Gilbert Langevin », Voix et images, no 66, printemps 1997, p. 460-472.  (ISSN 0318-9201)
- « Cher Jacques », dans Pour Jacques. Du beau, du bon, Dubois, Bruxelles, Labor, coll. « Espace Nord », 1998, p. 32-37.  (ISBN 2-8040-1369-3)
- « Écrire à trois : Huysmans, Bloy et Villiers de l’Isle-Adam », dans Benoît Melançon (sous la dir. de), Penser par lettre. Actes du colloque d’Azay-le-Ferron (mai 1997), Montréal, Fides, 1998, p. 89-10.  (ISBN 2-7621-2018-7)
- « Distances du poème : Gilles Hénault et Refus global », Études françaises, vol. 34, nos 2-3, 1998, p. 113-124.  (ISSN 0014-2085)
- « Littérature et banquet », Textyles. Revue des lettres belges de langue française, no 15, 1999, p. 142-149.
- « Au-delà de la rupture : “Bestiaire” de Gilles Hénault », Voix et images, no 71, hiver 1999, p. 310-323.  (ISSN 0318-9201)
- « Autour de quelques morts », Voix et images, no 71, hiver 1999, p. 407-412 (lire en ligne).  (ISSN 0318-9201)
- « Huysmans et le “petit réalisme” », dans Pierre Popovic et Érik Vigneault (sous la dir. de), Les dérèglements de l’art. Formes et procédures de l’illégitimité culturelle en France (1715-1914), Montréal, Presses de l’Université de Montréal, 2000, p. 197-212.  (ISBN 2-7606-1786-6)
- « Ris de veau et poutine. Lecture de Rouge, mère et fils de Suzanne Jacob », dans Pascal Brissette, Paul Choinière, Guillaume Pinson et Maxime Prévost (sous la dir. de), Écritures hors-foyer. Actes du Ve Colloque des jeunes chercheurs en sociocritique et en analyse du discours et du colloque «Écritures hors-foyer : comment penser la littérature actuelle ?». 25 et 26 octobre 2001, Université de Montréal, Montréal, Université McGill, Chaire James McGill de langue et littérature françaises, coll. « Discours social / Social Discourse », nouvelle série / New Series, no 7, 2002, p. 159-169.
- « Liminarité de Maupassant : Le docteur Héraclius Gloss (1875) », Lieux littéraires / La revue. Revue du Centre d'études romantiques et dixneuviémistes, no 5, juin 2002, p. 141-155.  (ISBN 2-84269-611-5)
- « 27 mai 1883. Un banquet de réparation est organisé en l'honneur de Camille Lemonnier. L'autonomie nouvelle de la littérature », dans Jean-Pierre Bertrand, Michel Biron, Benoît Denis, Rainier Grutman, avec la collaboration de David Vrydaghs (sous la dir. de), Histoire de la littérature belge francophone. 1830-2000, Paris, Fayard, 2003, p. 139-149.  (ISBN 2 213 61709 0)
- « L’effacement du personnage contemporain : l’exemple de Michel Houellebecq », Études françaises, vol. 41, no 1,‎ 2005, p. 27-41 (lire en ligne).
- « La bohème sympathique », dans Pascal Brissette et Anthony Glinoer (sous la dir. de), Bohème sans frontière, Rennes, Presses universitaires de Rennes, coll. « Interférences », 2010, p. 323-334  (ISBN 978-2-7535-1071-5)  (ISSN 0154-5604)
- « Il est permis de rire. Note sur le roman québécois des années 1960 », Études françaises, vol. 47, no 2, 2011, p. 109-120 (lire en ligne) (ISSN 0014-2085)
- « L’impudeur épistolaire. Sur quelques lettres inédites de Saint-Denys Garneau », Études françaises, vol. 48, no 2, 2012, p. 65-91 (lire en ligne).  (ISSN 0014-2085)  (ISBN 978-2-7606-3162-5)
- « “Chez nous, c’est la culture qui est obscène” », Voix et images, no 124, automne 2016, p. 67-75 (lire en ligne).  (ISSN 0318-9201)
- « La passion du banal », Études françaises, vol. 53, no 1, 2017, p. 75-89 (lire en ligne). Sur Gilles Marcotte.  (ISSN 0014-2085)  (ISBN 978-2-7606-3740-5)

### Présentations
- Camille Lemonnier, Happe-chair, Bruxelles, Labor, coll. «Espace Nord », no 92, 1994, 395 p. Préface d’Hubert Nyssen. Lecture de Michel Biron. Édition de 1908.  (ISBN 2-8040-0950-5)
- Pierre Mertens, À propos de l'engagement littéraire, Montréal, Lux, coll. « Lettres libres », 2002, 54 p. Présentation de Michel Biron.  (ISBN 2-922494-58-6)

## Prix et distinctions
- 1993 - Prix Gabrielle-Roy (en collaboration)
- 1993 - Prix John Charles Polanyi (meilleur jeune chercheur en littérature en Ontario)
- 1995 - Prix Raymond-Klibansky, pour La modernité belge
- 2001 - Prix Jean-Éthier-Blais, pour L'absence du maître. Saint-Denys Garneau, Ferron, Ducharme
- 2001 - Finaliste, Prix du Gouverneur général, pour L'absence du maître. Saint-Denys Garneau, Ferron, Ducharme
- 2006 - Prix du rayonnement des lettres à l'étranger de la Communauté française de Belgique
- 2007 - Prix Gabrielle-Roy, pour Histoire de la littérature québécoise, avec François Dumont et Élisabeth Nardout-Lafarge
- 2008 - Prix Jean-Éthier-Blais, pour Histoire de la littérature québécoise, avec François Dumont et Élisabeth Nardout-Lafarge
- 2010 - Prix Victor-Barbeau de l’Académie des lettres du Québec, pour La conscience du désert
- 2015 - Membre de la Société royale du Canada
- 2016 - Prix Jean-Éthier-Blais, pour De Saint-Denys Garneau. Biographie
- 2021 - Prix Acfas André-Laurendeau, pour la recherche en sciences humaines